# Tim Armstrong
Tim Armstrong, född 25 november 1965, är en amerikansk musiker, låtskrivare och skivbolagschef. Han är aktiv medlem i Rancid och The Transplants, och tidigare medlem i bland annat Operation Ivy och Dance Hall Crashers. Armstrong har även sjungit på andra bands låtar, till exempel Box Car Racers Cat like Thief.
Armstrong växte upp i Oakland, Kalifornien, yngst av tre söner. 1997 gifte sig Armstrong med Brody Dalle, sångerska, gitarrist och låtskrivare i The Distillers. Paret skilde sig 2003.
Armstrong äger skivbolaget Hellcat där bland andra Orange och The Aggrolites huserar. På senare år har han även jobbat som producent och hjälpt bland andra Pink med ett par låtar.

## Fotnoter
1. 1 2 3 4 5  Internet Movie Database, IMDb-ID: nm1180192co0047972.[källa från Wikidata]